# Angostura, San Luis Potosí
Angostura är en ort i Mexiko.   Den ligger i kommunen San Luis Potosí och delstaten San Luis Potosí, i den centrala delen av landet, 400 km nordväst om huvudstaden Mexico City. Angostura ligger 1 731 meter över havet och antalet invånare är 205.
Terrängen runt Angostura är platt österut, men västerut är den kuperad. Runt Angostura är det tätbefolkat, med 591 invånare per kvadratkilometer. Närmaste större samhälle är Ahualulco, 15,3 km sydväst om Angostura. Omgivningarna runt Angostura är i huvudsak ett öppet busklandskap.